# Argiolaus lekanion
Argiolaus lekanion är en fjärilsart som beskrevs av Druce 1891. Argiolaus lekanion ingår i släktet Argiolaus och familjen juvelvingar. Inga underarter finns listade i Catalogue of Life.